# George Lilanga

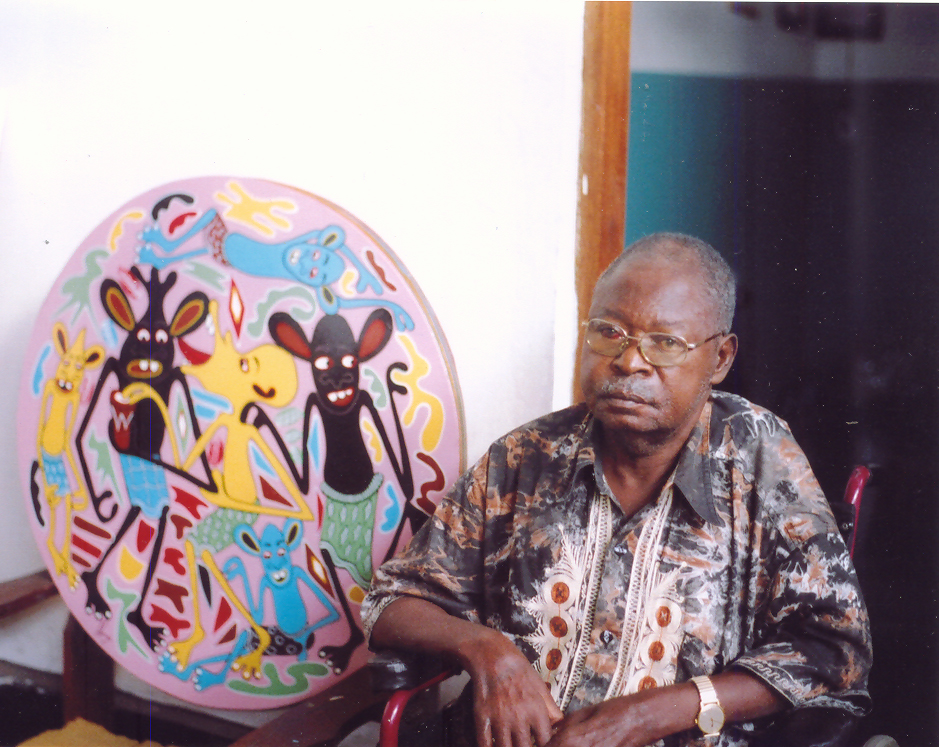
George Lilanga

George Lilanga di Nyama (* 1934 in Kikwetu, Masari District, Tansania; † 27. Juni 2005 in Daressalaam, Tansania) war ein Bildhauer und Maler vom Stamm der Makonde und lebte in Daressalam in Tansania. Lilangas künstlerisches Werk zählt zu den bekannten Beispielen zeitgenössischer afrikanischer und speziell ostafrikanischer Kunst.

## Leben und Werk
George Lilanga stammte aus einem kleinen Ort in der Hochebene zwischen Mosambik und Tansania. Lilanga begann 1961 seine Ausbildung zum Makombe-Schnitzer. 1972 ging Lilanga nach Daressalaam, wo er Zugang zu dem neu gegründeten Nyumba ya Sanaa (Haus der Künste) fand, einer von lokalen Künstlern eingerichteten Galerie und Kulturzentrum. 1980 begegnete er den Werken der Tingatinga-Schule, die durch ihre spielerisch abstrahierten Gemälde eine tiefgreifende Wirkung auf seine Arbeit hatten und deren Stil er aufgriff. Zusätzlich erweiterte er sein Repertoire und schuf Gemälde auf quadratischen Holztafeln mit Figuren und Szenen aus der afrikanischen Mythologie und dem Alltagsleben.
In den 1990er Jahren und mit zunehmender internationaler Anerkennung wurden seine Gemälde immer größer; aus dieser Zeit stammen seine etwa einen Quadratmeter großen Bilder auf Leinwand, seine ersten großen Leinwände von über 200 Zentimetern Länge. In dieser Zeit begann er nach einer längeren Pause Ende der 1990er Jahre sich wieder intensiv der Bildhauerei zu widmen und schuf eine große Anzahl von Schnitzereien aus Weichholz, die er mit Farben bunt kolorierte. Um der stetig wachsenden Nachfrage nach seinen Werken gerecht zu werden, richtete er nach dem Erfolg in Amerika eine Künstlerwerkstatt ein, sodass viele Bildtafeln und Skulpturen, die Lilanga mit seinem Namen zeichnete, als aus der „Werkstatt Lilangas“ bezeichnet werden müssen.
Lilanga ist es gelungen, einen eigenen, unverwechselbaren Stil zu finden. Sowohl in seinen Gemälden als auch in seinen Skulpturen nahm er die traditionellen Formen der Makonde-Schnitzerei auf und verlieh ihnen erstmals Farbe.
In Lilangas Kunst finden sich Sozialkritik und Karikatur wieder, basierend auf den Traditionen und Konventionen der Makonde und transformiert in die heutige Zeit. Seine verspielten Figuren sind am besten als Erbe der Makonde Shetani zu verstehen, den widerspenstigen Geistern der Makonde-Kosmologie. In ähnlicher Weise kann die Komplexität seiner Gemälde mit dem Makonde ujamaa (Baum des Lebens) verglichen werden, der Einheit und Solidarität symbolisiert. Gleichzeitig zeugt der Erfindungsreichtum in Lilangas Werk auch von der tiefgreifenden Veränderung afrikanischer Kunsttradition hin zur Entwicklung von Identität und Individualismus.
Der 2005 verstorbene Künstler hat mit seinen stilbildenden Malerei Kunstgeschichte geschrieben und ist daher in Museen und namhaften Sammlungen vertreten. Er gilt als einer der einflussreichsten Künstler Ostafrikas.
Anlässlich seines Todes 2005 hat die Hamburg Mawingu Collection (HMC), eine private Museumssammlung zeitgenössischer Makonde-Kunst Ostafrikas, in einem Werkverzeichnis erstmals einen systematischen und thematisch gegliederten Gesamtüberblick zu seinen Arbeiten mit verschiedenen Materialien und Techniken – von der Skulptur über Gemälde bis zur Radierung – und so über das komplexe Lebenswerk des Künstlers aus vier Jahrzehnten künstlerischer Entwicklung vorgelegt. Das Buch vermittelt außerdem vielfältige Einblicke in die traditionellen Wurzeln ostafrikanischer Makonde-Kunst.

## Ausstellungen (Auswahl)
Einzelausstellungen:
- 1995 – Hiroshima City Modern Art Museum, Hiroshima, Japan: „Lilanga's Artist in Residence and Workshop“
- 1999 – Franco Cancelliere Arte Contemporanea, Messina, Italien: „Georges Lilanga: Storie Africane“
- 2002 – Musée d’art moderne et contemporain (Genf): „Georges Lilanga“
- 2004 – Kouchi Prefecture Art Museum, Kouchi, Japan: „Tinga Tinga and Lilanga“
- 2012 – Hamburg Art Week/Hamburg Mawingu Collection (HMC): George Lilanga: „Inside…Africa…Outside(solo)“
- 2014 – Gallery of African Art (GAFRA), London

Gruppenausstellungen
- 1981 – Internationale Sommerakademie für Bildende Kunst Salzburg, Österreich
- 1984 – Internationale Sommerakademie für Bildende Kunst Salzburg, Österreich
- 1989 – Arts & Crafts Center, Daressalaam, Tansania
- 1995 – Pantheon Tama Gallery, Tokio und Mimoca Gallery, Marugame, Japan: „Keith Haring and Georges Lilanga. Animals and Spirits of Africa“
- 1996 – Dak'Art – Dakar 2nd Biennal, Senegal
- 1998 – Dak'Art – Dakar 3nd Biennal, Senegal
- 1998 – Goethe-Institut, Daressalaam, Tansania
- 2000 – Shanghai Biennale
- 2004 – Museum Kunstpalast, Düsseldorf: „Africa Remix. Zeitgenössische Kunst eines Kontinents“
- 2004 – Linden-Museum, Stuttgart: „Andere Moderne Afrikas. Kunst aus den Sammlungen des Linden-Museums Stuttgart. Zum Gedächtnis an Barbara Frank (1936-2004)“
- 2005 – Centre Georges-Pompidou, Paris, Frankreich: „Africa Remix“
- 2005 – Museum of Fine Arts, Houston USA: „African Art Now: Masterpieces from the Jean Pigozzi Collection“
- 2005 – Grimaldi Forum, Monaco: „Arts of Africa“
- 2005 – Hayward Gallery, London: „Africa Remix“
- 2006/2007 – Guggenheim-Museum Bilbao: „100% África“
- 2008 – Mori Art Museum, Tokio, Japan: „Africa Remix“
- 2008 – Johannesburg Art Gallery, Johannesburg: „Africa Remix“
- 2010 – Musée d’art moderne et contemporain, Genf: „African Art Now: Masterpieces from the Jean Pigozzi Collection“
- 2011 – Museum der Völker, Schwaz, Österreich: „Afrikas Moderne im Spiegel der Generationen“
- 2014 – Gallery of African Art, London: „Spirit of Makonde“
- 2020/2021 – Haus der Kunst, München: „Michael Armitage - Paradise Edict“

## Sammlungen
- Musée d’art moderne et contemporain, Genf, Schweiz
- Musée d'art contemporain de Ouidah, Ouidah, Benin.